# Ombre del male
Ombre del male (Conjure Wife) è un romanzo urban fantasy dello scrittore statunitense Fritz Leiber, pubblicato per la prima volta nel 1943.
Il romanzo cala in un ambiente moderno le classiche storie sulle streghe con una narrazione satirica. Nonostante l'opera sia piena di stereotipi sulle donne, tipici dell'epoca, l'argomento e alcune delle idee sviluppate in esso possono essere considerate protofemministi.
In Italia è stato pubblicato a partire dal 1972 con il titolo Ombre del male, e ri-tradotto nel 2008 con il titolo Il complotto delle mogli.

## Storia editoriale
Conjure Wife fu inizialmente pubblicato come romanzo breve nell'aprile del 1943 sulla rivista Unknown Worlds; successivamente l'opera fu rimaneggiata e ampliata per essere inserita nell'antologia Witches Three dell'editore Twayne Publishers del 1952. L'anno successivo il romanzo fu pubblicato singolarmente in edizione hardcover.
Nel 2019 l'opera ha ricevuto il Retrospective Hugo Award come miglior romanzo.

## Trama
Tansy Saylor è la moglie di un giovane promettente professore di sociologia in un piccolo college americano conservatore. È anche una strega. Suo marito, Norman, lo scopre un giorno rovistando nella sua toeletta: trova delle fiale riempite con terra di cimitero, pacchetti di capelli e ritagli di unghie dai loro conoscenti e altre prove della sua stregoneria. Norman affronta Tansy e riesce a convincerla che la sua fede nella magia è il risultato di superstizioni e nevrosi. L'abbandono della magia fa perdere a Tansy il suo fascino e contemporaneamente la sfortuna si abbatte su Norman che, realizzando di essere stato fino ad allora protetto dalle pratiche magiche della moglie, capisce che, per colpa della sua ingerenza, saranno d'ora in poi in balìa degli incantesimi delle altre streghe. Tutte le donne, infatti, sono delle streghe e usano regolarmente la magia l'una contro l'altra e contro i rispettivi mariti.

## Altri media
Il romanzo ha avuto tre trasposizioni cinematografiche: Weird Woman (1944), La notte delle streghe (Night of the Eagle, distribuito anche con il titolo Burn, Witch, Burn!, 1962), e Witches' Brew (distribuito anche con il titolo Which Witch is Which?, 1980).

## Edizioni
- (EN) Fritz Leiber, Conjure Wife, in Unknown Worlds, anno VII, n. 6, Street & Smith Publications, aprile 1943.
- (EN) Fritz Leiber, Conjure Wife, in Witches Three, Twayne Triplet, n. 1, Twayne Publishers, agosto 1952,  p. 423.
- (EN) Fritz Leiber, Conjure Wife, n. 1, Twayne Publishers, 1953,  p. 154.
- (SV) Fritz Leiber, Häxnatten, traduzione di Eva Mazetti-Nissen, Kalla Kårar, ryslig midnattsläsning, n. 6, B. Wahlström, 1971,  p. 154.
- (DA) Fritz Leiber, Heksenatten, traduzione di Arne Herløv Petersen, SV Science Fiction, Stig Vendelkær, 1972,  p. 250, ISBN 978-87-416-3616-0.
- Fritz Leiber, Ombre del male, traduzione di Paulette Peroni, Arcano, n. 8, Editrice Nord, ottobre 1972,  p. 188.
- (NO) Fritz Leiber, Heksenatten, Midnattsgrøsseren, n. 14, Fredhøi, 1974,  p. 159.
- (FR) Fritz Leiber, Ballet de sorcières, traduzione di Mary Rosenthal, Le Masque - Fantastique, n. 7, Librairie des Champs-Élysées, 1976,  p. 252, ISBN 978-2-7024-0514-7.
- (DE) Fritz Leiber, Spielball der Hexen, traduzione di Lore Strassl, Vampir Taschenbuch, n. 41, Pabel, 1976,  p. 145.
- Fritz Leiber, Ombre del male, traduzione di Paulette Peroni, Le ombre, n. 1, Editrice Nord, settembre 1990,  p. 188.
- Fritz Leiber, Ombre del male, in Halloween. Tre storie di streghe, traduzione di Paulette Peroni, Omnibus, Mondadori, novembre 1990,  p. 408, ISBN 8804342021.
- Fritz Leiber, Ombre del male, traduzione di Paulette Peroni, Urania, n. 301, Mondadori, aprile 2002,  p. 266.
- Fritz Leiber, Il complotto delle mogli, traduzione di Paola Eusebio, Edizioni BD, aprile 2008,  p. 246, ISBN 9788861232174.
- (DE) Fritz Leiber, Hexenvolk, traduzione di Joachim Körber, Phantasia Paperback Horror, n. 3009, Edition Phantasia, 2008,  p. 252, ISBN 978-3-937897-31-8.